# عزیز سنجر
عزیز سنجر (ترکی استانبولی: Aziz Sancar؛ زادهٔ ۸ سپتامبر ۱۹۴۶) دانشمند ترکیه ای و برندهٔ جایزهٔ نوبل شیمی است. او بعد از اورهان پاموک دومین ترکیه‌ای برنده جایزه نوبل و استاد بیوشیمی و بیوفیزیک در مدرسه پزشکی دانشگاه کارولینای شمالی چپل هیل است.
سنجر در شهر ساوور واقع در استان ماردین ترکیه متولد شد. او با گیون بویل سنجر آمریکایی، دیگر استاد شیمی دانشگاه کارولینای شمالی، ازدواج کرده‌است. این دو مرکزی در چپل هیل با هدف ترویج و معرفی فرهنگ ترکیه‌ای و فراهم آوری اسکان موقت برای دانشوران مدعو ترکیه‌ای را به نام تُرک‌اوی راه‌اندازی کرده‌اند. سنجر عضو افتخاری آکادمی علوم ترکیه و آکادمی هنرها و علوم آمریکاست.

## زندگی شخصی
سنجر با گیون بولز سنجر آمریکایی که با او حین انجام پی اچ دی در دالاس آشنا شد، ازدواج کرده‌است. این دو در ۱۹۷۸ ازدواج کردند.
قومیت او در پی اعطای جایزه نوبل به او در رسانه‌های اجتماعی مورد سؤال قرار گرفت. گفته شد برخی از سوالاتی که از سنجر شده خصوصاً در خصوص پیشینهٔ قومیش او را منقلب کرده، وقتی بی‌بی‌سی از او پرسید کرد یا ترک است یا نیمه‌عرب، عزیز سنجر پاسخ داد «من گفتم نه عربی می‌دانم نه کردی، و این که من ترک هستم، ختم کلام.»
برادرش در مصاحبه‌ای گفت جایزه نوبل سنجر افتخاری برای همهٔ ترکیه است.
البته خانواده وی در مصاحبه ای اعلام کرده‌اند که نسب آنها به قبایل ترکهای اوغوز می‌رسد

## جوایز
در سال ۲۰۱۵ میلادی به پاس کوشش‌های وی در یافتن سازوکار ترمیم دی ان ای، از سوی فرهنگستان پادشاهی علوم سوئد همراه با توماس لیندال و پاول مودریچ موفق به دریافت جایزه نوبل شیمی گردید. او در سال ۱۹۸۴ جایزه محقق جوان ریاست جمهوری را از بنیاد ملی علوم در بیوفیزیک مولکولی دریافت کرد. سنجر دومین برنده فهرست برندگان جایزه نوبل پس از اورهان پاموک، دیگر دانش آموختهٔ دانشگاه استانبول است.
عزیز سنجر مدال و لوح اصلی جایزهٔ نوبل خود را، در یک مراسم با حضور ریاست جمهوری در ۱۹ مه ۲۰۱۶، در ۹۷مین سالگرد آغاز جنگ استقلال ترکیه به وسیلهٔ مصطفی کمال آتاترک به مقبره مصطفی کمال آتاترک اهدا کرد. او بدلی از مدال و لوح نوبل خود را از دانشگاه استانبول که دکترای پزشکی خود را از آن دریافت کرده تقدیم کرد.